# Montenegro de Cameros
Montenegro de Cameros è un comune spagnolo di 57 abitanti situato nella comunità autonoma di Castiglia e León.